# TLC (Stati Uniti d'America)
TLC è un'emittente televisiva statunitense di proprietà di Warner Bros. Discovery.

## Storia

### 1972–1980: Gli inizi
Il canale fu fondato nel 1972 dal Department of Health, Education and Welfare e dalla NASA come Appalachian Community Service Network con l'obiettivo di trasmettere un canale culturale e informativo.

### 1980-1998: The Learning Channel
Il canale fu privatizzato nel 1980 e il suo nome venne cambiato in The Learning Channel, nel novembre di quell'anno mentre la NASA, decise di creare la propria rete televisiva denominata NASA TV. L'emittente presentava per lo più contenuti documentari riguardanti la natura, la scienza, la storia, gli eventi attuali, la medicina, la tecnologia, la cucina, il miglioramento della casa e altri argomenti basati sull'informazione. Il canale si rivolgeva a un pubblico curioso e ristretto durante quel periodo, avendo rating di ascolti modesti a eccezione della serie tv Captain's Log, prodotta e ospitata da Mark Graves, alias Captain Mark Gray. All'inizio degli anni '90, The Learning Channel fu un canale di proprietà del Financial News Network (FNNN) che possedeva il 51% della rete televisiva con Infotechnology Inc. Discovery si propose di acquistare la proprietà di The Learning Channel per 12,75 milioni di dollari (equivalente ai 23,93 milioni di dollari attuali), a seguito del fallimento della FNNN nel 1991. Il canale televisivo continuò a concentrarsi principalmente sulla programmazione educativa e didattica per gran parte degli anni '90 ma introdusse alcuni spettacoli commerciali.

### 1998–2006: Nuova direzione
La rete televisiva a causa della diminuzione degli ascolti, decise di privilegiare la produzione di docu-reality a discapito della trasmissione di materiale educativo. Inoltre, grazie alla creazione del canale Discovery Kids dedicato ai bambini, si decise di eliminare il blocco di programmi ai minori.

### 2006-presente
La rete televisiva abbandonò la denominazione di The Learning Channel in favore dell'attuale nome, in quanto la produzione televisiva si focalizzò esclusivamente sui programmi d'intrattenimento. Le trasmissioni televisive che ebbero maggior successo, furono Little People, Big World, 19 Kids and Counting, Table for 12, Toddlers & Tiaras e Cake Boss.

## Palinsesto
TLC ha una programmazione costituita da programmi factual che trattano: lifestyle, game show, talent show e storie di vita per un pubblico generalista:
Programmi televisivi
- 7 Little Johnstons
- 19 Kids and Counting (21 sotto un tetto)
- 10 Years Younger
- 90 Day Fiancé
- 90 Day Fiancé: Before the 90 Days
- 90 Day Fiancé: Happily Ever After?
- 90 Day Fiancé: The Other Way
- A Baby Story
- A Model Life
- Abby & Brittany
- Addicted
- Alaskan Women Looking for Love
- All About Sex
- All-American Muslim
- America's Worst Tattoos
- American Hot Rod
- Ballroom Bootcamp
- BBQ Pitmasters
- Best Funeral Ever
- Big Hair Alaska
- Big Medicine
- Big Sexy
- Breaking Amish
- Breaking Amish: Brave New World
- Buying Naked
- B90 Strikes Back!
- Cake Boss (Il boss delle torte)
- Cheer Perfection
- Counting On
- Craft Wars
- Darcey & Stacey
- DC Cupcakes (La bottega dei Cupcake)
- Doubling Down with the Derricos
- Dr. Pimple Popper
- Dr. Pimple Popper: Before the Pop (Dr. Pimple Popper, la dottoressa schiacciabrufoli)
- Dragnificent!
- Drew and Linda Say I Do
- DUI
- Earth's Fury
- Extreme Cheapskates
- Extreme Couponing (Pazzi per la spesa)
- Family S.O.S. with Jo Frost
- Fashionably Late with Stacy London
- Find Love Live
- Flip That House
- Forensic Files
- Freaky Eaters
- Gypsy Sisters
- HEA Strikes Back!
- Hoarding: Buried Alive (Sepolti in casa)
- Hodges Half Dozen
- Hot & Heavy
- I Am Jazz
- I Found The Gown
- I Love a Mama's Boy
- I Want THAT Wedding
- Inedible to Incredible
- Kate Plus 8
- Kids by the Dozen
- Kindred Spirits (Fantasmi di famiglia)
- King of the Crown
- Kitchen Boss (Cucina con Buddy)
- LA Ink
- Labor Games
- Late Night Joy
- Leah Remini: It's All Relative
- Little Chocolatiers
- Little People, Big World
- Little People Big World: Wedding Farm
- Long Island Medium
- Long Lost Family
- Lost in Transition
- Lottery Changed My Life
- Love, Lust or Run
- Mall Cops: Mall of America
- Married By Mom and Dad
- Meet the Putmans
- My Big Fat American Gypsy Wedding
- My Big Fat Fabulous Life
- My Feet Are Killing Me
- My Feet Are Killing Me: First Steps
- My Giant Life
- My Strange Addiction
- My 600-lb Life (Vite al limite)
- Nate & Jeremiah by Design (Nate & Jeremiah: missione casa)
- Next Great Baker (Il boss delle torte - La sfida)
- OutDaughtered
- Outrageous 911
- Outrageous Kid Parties
- Our Little Family
- Our Wild Life
- Paleoworld
- Paranormal Lockdown
- Playhouse Masters (La mia nuova casetta dei giochi)
- Randy to the Rescue
- Return to Amish
- Robotica
- Save My Skin
- Say Yes to the Dress (Abito da sposa cercasi)
- Say Yes to The Dress: America
- Say Yes to the Dress: Atlanta
- Say Yes to the Dress: Bridesmaids
- Say Yes to The Dress: England
- Say Yes to the Dress: Randy Knows Best
- Say Yes to the Dress: The Big Day
- Sex Sent Me to the ER
- Sister Wives
- Something Borrowed, Something New
- Sweet Home Sextuplets
- sMothered
- The Adam Carolla Project
- The Family Chantel
- The Good Buy Girls
- The Little Couple (Il nostro piccolo grande amore)
- The Opener
- This is Life Live
- Too Close to Home
- The Unpoppables
- Trading Spaces
- Unexpected
- Unpolished
- Untold Stories of the E.R. (ER: Storie incredibili)
- Welcome to Myrtle Manor
- Welcome to Plathville
- What Not to Wear
- While You Were Out
- Who Do You Think You Are?
- The Willis Family